# Рельєф давньоєгипетський

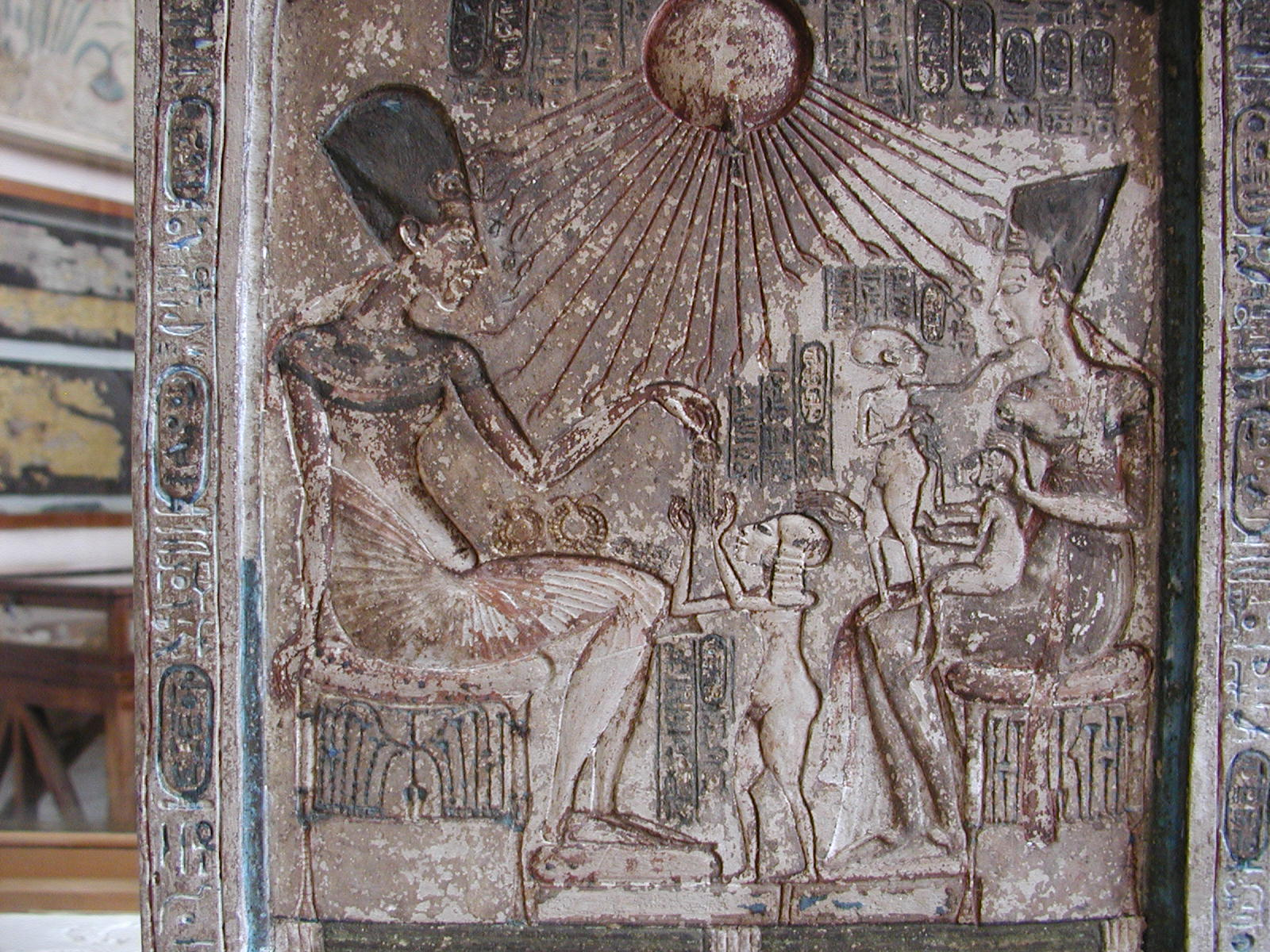
Ехнатон і його сім'я. Стела. Каїрський музей. Єгипет

Рельєф давньоєгипетський — характерна область образотворчого мистецтва, не втрачає актуальності з початку династичного періоду і до кінця епохи еллінізму в Єгипті. Рельєфні зображення зустрічалися з найдавніших часів на побутових і культових предметах, поховальних стелах, але особливо часто — на стінах храмів і гробниць. При розбіжностях в сюжетах образотворчий принцип залишається єдиним і ґрунтується на вимогах давньоєгипетського канону. Рельєф, що прикрашав поверхню, не повинен був руйнувати її фактуру, в зв'язку з чим висота давньоєгипетського рельєфу дуже невелика, іноді менше одного міліметра. Перспектива і просторові плани відсутні, ракурси в зображенні фігур не використовуються. Групові сцени завжди розгортаються в одну лінію по типу фриза: таких поясів-фризів зазвичай буває кілька. Плоский силует малюнка підкреслюють узагальненим контуром, близьким до геометризованого. Розпис по рельєфу покриває рівним шаром його ділянки, при цьому традиція використання чистих контрастних кольорів на довгі століття залишається непорушною. Основний задум рельєфних композицій тієї чи іншої гробниці належав начальнику робіт; решта майстрів виконували окремі рельєфи або переносили на стіни вже готові епізоди, ґрунтуючись на ескізах меншого масштабу. На підготовлену стіну наносилися промальовування майбутньої композиції, після чого майстри вирізали контури і розписували рельєф пензлями, зробленими з трави.
Техніка рельєфу включала в себе три етапи: малюнок фарбою на підготовленій площині, вибірка рельєфу і остаточне розфарбування. У розписах використовувалися мінеральні фарби: вохра червона, вохра жовта, зелена — тертий малахіт, синя — лазурит, і чорна — сажа. Зміст розписів і рельєфів в похованнях Стародавнього царства строго кажучи можна розділити на два типи: по-перше — що прославляють фараона, описують його великі діяння, вчинені ним у земному житті, його підданих, а також рідше розписи, присвячені таємничості майбутнього життя, «життя вічного і вічного блаженства».
У мистецтві Стародавнього Єгипту застосовувалися два типи рельєфу — барельєф, на якому фон навколо фігур віддалявся, і рельєф en creux, з поглибленим контуром, але збереженим фоном. Усередині контуру малюнка майстер міг моделювати зображення. Однак на всіх етапах роботи він був пов'язаний цілою системою правил. Кожна фігура поєднує фрагменти зображень, даних у різному ракурсі, з різних точок зору: торс зображується в фас або в три чверті, голова і ноги — в профіль. Цей підхід до зображення, зумовлений канонічними правилами, надає особливий характер пластиці фігур і передачі руху в давньоєгипетському рельєфі. Дуже незначна міра варіювання поз і руху різних фігур на багатофігурних композиціях-фризах. Це надає рельєфу настрій неквапливості, спокійної послідовності. Крім того, така композиція особливо природно пов'язувалася з площиною стіни, підкреслюючи її строгу і гладку поверхню.
У художній історії Єгипту нерідко оповідальне зображення то наближалося до декоративного візерунку, то знаходило риси композиційної свободи і динаміки. Рельєф значно змінювався в залежності від еволюції архітектури та скульптури. Ранні зразки його відрізняє велика жорсткість і незграбність контурів, нерівномірність опрацювання всієї площини малюнка. Мистецтво Середнього Царства прагне до більшої легкості і природності пропорцій, саме в цю епоху рельєф стає дещо менш статичним, ніж в культурі Стародавнього Царства.
У найдавніших рельєфах (відомі рельєфи IV династії) фігура злегка виступає з фону; починаючи із XII династії прийом опуклих фігур зустрічається рідше, а з XVIII династії цей вид рельєфу майже зникає, і, як на Луксорському обеліску, рельєфи робляться вже зазвичай заглибленими. Починаючи з XX династії користуються однаково обома видами рельєфу. Низький рельєф менш схильний до руйнування і краще протистоїть дії часу.
В даний час відомий ряд значно більш ранніх рельєфів, що передують мистецтву періоду IV династії. Так, наприклад, шиферна таблетка з рельєфним зображенням звірів (Оксфордського музею) датується приблизно початком I династії. До тієї ж династії належить відомий рельєф Нармера Каїрського музею, там же рельєф Хеси-Ра — III династії та ін. Рельєфи техніки en creux зустрічаються вже в мистецтві періоду Стародавнього царства.
Єгипетські художники ніколи не забували про необхідність цілісності, органічності всього ансамблю, і завжди одне мистецтво як би виростало з іншого. Рельєф зазвичай розфарбовувався і на нього наносилися ієрогліфи. Це був синтез трьох мистецтв — архітектоніка організуюча простір не тільки стін, а й перед стіною, скульптурне моделювання обсягу, і живопис в розпису квітами реального світу.
Час розквіту давньоєгипетського рельєфу — епоха Нового Царства. У цей період змінюється естетичний ідеал у мистецтві Єгипту: на зміну великоваговій безпристрасній статичності приходять ліричні жанри у всіх видах мистецтва, на перший план висуваються критерії вишуканості, витонченості і більшої свободи виразності. Звичайними стають зображення фігур в різних поворотах, передача просторових планів. Шедевром свободи і емоційності в рельєфних зображеннях епохи є знаменита композиція «Плакальниці» з гробниці в Мемфісі. Витончений рельєф відрізняє рельєфи амарнського періоду. Надалі рельєф відчуває вплив тенденцій до посилення декоративності (рельєфи епохи Тутанхамона), академізму (зображення Сеті I). Повернення до суворих вимог канону після короткого часу стилістичного оновлення в амарнський період зажадало від майстрів видатного почуття міри і збалансованості між древніми і новими прийомами. Пізній період відзначений безліччю видатних творів. Але в мистецтві рельєфу досягнення часів Амарни перевершені не були.